# Albert von Lengsfeld
Albert Cajetan Magnus Lengsfeld, seit 1861 von Lengsfeld, (* 6. September 1803 in Siewierz; † 27. August 1866 in Prag) war preußischer Generalmajor und Inspekteur der 2. Artillerie-Inspektion.

## Leben

### Herkunft
Seine Eltern waren der Oberlandesgerichtsrat Karl Lengsfeld und dessen Ehefrau Juliane, geborene Vetter.

### Werdegang
Lengsfeld trat am 10. September 1820 als Kanonier in die 5. Artillerie-Brigade der Preußischen Armee ein. 1820/21 wurde er an die Brigadeschule kommandiert und am 12. November 1821 zum Portepeefähnrich ernannt. 1822/24 war er zur Vereinigten und Artillerie- und Ingenieurschule kommandiert und stieg zwischenzeitlich zum Sekondeleutnant auf. Zur weiteren Ausbildung absolvierte Lengsfeld ab Oktober 1829 die Allgemeine Kriegsschule, die er jedoch aufgrund der Mobilmachung am 1. Dezember 1830 vorzeitig verlassen musste. Er rettete mehrere Kanoniere aus Lebensgefahr und außerdem wurden unter seiner Leitung zweimal Oderbrüche verhindert. Dafür erhielt er am 27. Februar 1833 den Roten Adlerorden IV. Klasse. Für die große Herbstübung von 1835 wurde er zum Generalkommando des V. Armee-Korps kommandiert.
Am 27. Juni 1837 zum Premierleutnant befördert, war er ab Oktober 1838 auf ein Jahr zum 7. Husaren-Regiment kommandiert. Am 12. März 1844 folgte seine Versetzung als Hauptmann und Kompaniechef in die 8. Artillerie-Brigade. Während der Niederschlagung der Badischen Revolution war er Kommandeur der sechspfünder Batterie Nr. 38 und nahm an den Gefechten bei Kuppenheim, Wiesenthal und Neudorf teil. Am 1. Januar 1853 kam er als Artillerieoffizier vom Platz nach Stettin, aber am 18. Juni 1853 wurde er Major im Generalstab der 3. Division. Außerdem war Lengsfeld ab dem 19. Juli 1853 als Präses der Examinationskommission der Vereinigten Divisionsschulen der 3. und 4. Division tätig. Am 30. Oktober 1855 wurde er in den Generalstab des I. Armee-Korps versetzt sowie von Mai bis Juni 1857 zum 1. Infanterie-Regiment kommandiert. Anschließend wurde er am 18. Juni 1857 zum Chef des Stabes der Generalinspektion der Artillerie sowie zum Mitglied der Artillerie-Prüfungskommission ernannt. Am 2. Juli 1857 wurde er auch Mitglied der Prüfungskommission für Premierleutnants der Artillerie.
Am 22. Mai 1858 wurde Lengsfeld Oberstleutnant und am 21. April 1859 mit dem Roten Adlerorden III. Klasse mit Schwertern am Ringe ausgezeichnet. Am 13. Oktober 1859 erfolgte seine Ernennung zum Kommandeur des 1. Artillerie-Regiments sowie am 1. Juli 1860 die Beförderung zum Oberst. Anlässlich des Krönung von König Wilhelm I. wurde Lengsfeld am 18. Oktober 1861 in den erblichen preußischen Adelsstand erhoben.
Unter Stellung à la suite wurde er am 24. Januar 1863 zum Kommandanten der Festung Wesel ernannt. Daran schloss sich vom 2. Juni 1863 bis zum 24. Juni 1864 eine Verwendung als Brigadier der 5. Artillerie-Brigade an. Anschließend wurde Lengsfeld als Generalmajor zum Kommandeur der 10. Feldartillerie-Brigade in Posen ernannt. Am 19. Mai 1866 wurde er Inspekteur der 2. Artillerie-Inspektion. Während der Mobilmachung anlässlich des Deutschen Krieges war Lengsfeld 1866 Kommandeur der Artillerie der 1. Armee und nahm an den Schlachten bei Podol, Münchengrätz, Gitschin sowie Königgrätz teil. Er starb 1866 in Prag an der Cholera.
Sein Abteilungskommandeur schrieb 1847 in seiner Beurteilung: 
„Moralische Führung sehr gut, erfüllt seine Pflichten mit großer Gewissenhaftigkeit und mit dem besten Erfolg, kann aber von einer großen Empfindlichkeit nicht freigesprochen werden, die ihn zu einem schwierig zu behandelnden Untergebenen macht. Verbindet mit viel praktischen und Berufskenntnissen ein sehr gute wissenschaftliche Bildung. Eignet sich zu einer jeden Stellung und zur Beförderung außer der Tour.“

### Familie
Er heiratete am 17. Dezember 1861 in Berlin Elisabeth von Derenthall (1833–1908). Die Ehe blieb kinderlos.